# Ganaveh
Ganaveh este un oraș din Iran. În 2006 număra 59.583 locuitori.